# Cultroribula zicsii
Cultroribula zicsii är en kvalsterart som beskrevs av Balogh och Sandór Mahunka 1981. Cultroribula zicsii ingår i släktet Cultroribula och familjen Astegistidae. Inga underarter finns listade i Catalogue of Life.